# Max Collie
John Maxwell "Max" Collie (Melbourne, 21 de fevereiro de 1931) é um trombonista australiano e líder da banda de jazz tradicional. Tocou em várias bandas de jazz diferente, antes de formar o seu próprio grupo Max Collie's Rhythm Aces em fevereiro de 1966.